# هوسه‌گور
هوسه‌گور (به فرانسوی: Soorts-Hossegor) یک کمون (مطابق  بخش در تقسیمات کشوری ایران) در استان نوول آکیتن ، آکتین فرانسه قرار دارد . 

## وجه تسمیه و تاریخ
نام هوسه‌گور برگرفته از نام دریاچه‌ای به همین نام که در سال ۱۹۱۳ ثبت شده است . هوسه‌گور در ابتدا محلی برای آرامش نویسندگان و ادبا بود ولی از دهه ۱۹۳۰ میلادی به یک منطقه گردشگری تبدیل شد . 

## تجمعات
- سمپوزیوم سالانه دریاچه هوسه‌گور [۲]
- لاتینسگور جشنواره موسیقی  و رقص لاتینی
- جشنواره موسیقی و هنر خیابانی [۳]
- مسابقات گشت و گذار
- راکسی جم
- جشنواره بادبادک در اکتبر
- محفل سالانه ادبی  در کنار دریاچه هوسه‌گور
- جشنواره موتورسیکلت‌ها [۴]
- نمایشگاه کتاب در  ژوئیه

## جاذبه‌های گردشگری
- دریاچه هوسگور
- نقاشی دیواری موج بزرگ دومینیک آنتونی
- کازینو ورزشی
- پلاژهای ساحلی (بیشتری کاربری برای موج‌سواری دارد تا آفتاب‌گیری برهنه)